# Olt
Az Olt (románul: Olt, németül: Alt latinul: Aluta, Alutus, görögül: Alouta, Aloutaz) Románia egyik legfontosabb folyója.

## Nevének eredete
A folyó nevének eredete az ókorra nyúlik vissza. Sztrabón munkájában a neve Alouta (Aλoύτα), Klaudiosz Ptolemaiosz könyvében Aloutaz (Aλoύταζ), Iordanesnél Aluta, a Tabula Peutingeriana térképén Alutus. A magyar oklevelekben 1211-ben Alt, 1233-ban pedig Olt néven szerepel. Nevével kapcsolatban több elmélet létezik.
Kniezsa István a 20. század közepén még nem volt biztos benne, hogy mi lehet a közvetítőnyelv az ókori és a középkori névváltozatok között. Véleménye szerint "nem ismerjük ugyanis az Aluta-Alutus alakban írt név hangjainak kvantitását: (Ẳlŭta-Ẳlŭtus?) és így a mai hangalak alapján nem tudjuk a közvetítő nyelvet megállapítani. Csak a történeti okok teszik valószínűvé, hogy ez a nyelv a hangtani nehézségek ellenére mégis a szláv lehetett. Annyi mindenesetre bizonyos, hogy ez a nyelv nem a román. Akár Alútus, akár Álŭtus volt is az eredeti alak (a többieket nem is említve), a románban Olt alak semmiesetre sem fejlődhetett volna, mert ebben az esetben egy *Alt vagy *Alut alaknak kellett volna kifejlődnie." Rámutatott, hogy bár a folyó nevének valóban Alt az első feljegyzett alakja, és az erdélyi szász nyelven napjainkban is így nevezik, de ez a változat teljesen ismeretlen a román nyelvben. Abban ma is, és a múltban is csak az Olt alak mutatható ki. Végkövetkeztetésként két lehetséges elméletet állított fel. Az 1. szerint, a magyarok Alt formában vették át, de a többször igazolható a → o hangváltozás során Olt-ra változott. Ebben az esetben a szászok és a románok is a magyaroktól vették át, de a szász alak a régebbi, a román pedig a későbbi magyar formát őrizte meg. A 2. elmélete szerint a magyarok és a szászok Olt formában ismerték meg a szót, de a szászban népetimológia hatására Alt-tá fejlődött. Véleménye szerint a kérdés nem dönthető el teljes bizonyossággal, de az utóbbi a valószínűbb, mert a folyónévnek a legrégibb Alt alakja csakis a Német Lovagrend, illetve a szászok számára kiállított oklevelekben fordul elő, feltehető tehát, hogy a névalak is az ő nyelvükből származik. Később mindkét elméletének voltak támogatói.
Kniezsa második elméletét erősítették meg a nyelvészek a '80-as évek közepén, ugyanis ők szintén az a → o hangváltozással érveltek. Véleményük szerint, ha az erdélyi románság nyelvében közvetlenül az ókori forma élt volna tovább, akkor a román hangfejlődés törvényei szerint az *Alut alak lenne az elvárható. A mai román Olt forma nem származhat közvetlenül az ókori névből, hanem csak későbbi, a románokkal együtt élt helyi népek nyelvéből keletkezhetett. Két elmélet lehetséges. Az egyik, hogy a románok közvetlenül a szlávoktól vették át a feltételezett *Olt formát, ugyanis a szláv nyelvekben az a → o hangváltozás általános (Alutus → *Olt). A másik elmélet szerint, az eredetileg szláv eredetű Olt elnevezést közvetlenül a magyaroktól tanulták.
Kiss Lajos szerint az Olt neve dák eredetű, és a litván Aluōte folyónévvel, és a ’forrás’ jelentésű lett aluōts főnévvel rokonítható. A hangtani nehézségek ellenére, a magyar elnevezés forrásának egy szláv *Olъtъ alakot feltételezett.
Schütz István elvetette azt a lehetőséget, hogy a románok a szlávoktól vették volna át a folyó nevét, helyette Kniezsa első elméletéhez tért vissza: "a „szászok” az Olt folyó nevét Alt alakban vették át (tehát a magyar illabiális a-hangjának eltűnése előtt), a beszivárgó románok viszont már Olt alakban hallották a magyaroktól." "Ha a románok szláv közvetítéssel a latin Alutus hangalakot vették volna át akkor román neve ma *Lot lenne – az Alutulus (patak) mintájára, aminek a román Lotru hangalakja híven tükrözi a szláv nyelvben egykor végbement likvida-metatézis hangtani jelenségét." Míg Kniezsa bizonytalanul, de szláv nyelvből származtatta a magyar Alt változatot, addig Schütz nem tért ki részletesen erre a kérdésre, végkövetkeztetésük viszont megegyezett.
Schütz érvelése nem vette figyelembe, hogy a nem csak Erdély területét érintő Olt nevének fennmaradása, nem pusztán Erdély lakosságától függött. Az folyó ősi nevét (Alutus) fenntartotta a Duna északi partját is kézben tartó római, majd bizánci határvédelem, illetve később valószínűleg az ott letelepedő szlávok is. Emiatt a románok nem csak a helyi magyaroktól, hanem erdélyi letelepedésük előtt korábban, már a Balkánon, a későbbi Havasalföld területén is átvehették azt a helyi szlávoktól.
Az Olt román nevének szláv eredetét a kiváló román nyelvész, Emil Petrovici is elismerte az 1958-as román titkos tudományos ülésen. Petrovici a vitában leszögezte, hogy nincs egyetlen román eredetű folyónév sem, a régi folyónevek szláv közvetítéssel kerültek a románba; a magyar közvetítést mellőzte, mert nyilván nem akarta borzolni a kedélyeket.

## Futása
Forrása egy jelentéktelen település közelében van: Kovácspéter (nincs román neve). A forrástól nem messze egy kis kápolnát emeltek. Erdélyben, a Gyergyói-havasokban ered, a Magas-bükk (1416 m) nyugati oldalából. Délnek halad a Csíki-medencében. A Hargita-hegység déli végén a folyó völgye választja el az előbbit a Csomád-hegységtől. A hegyek közül a Brassói-medencébe kijutva nyugatnak, majd északnak fordulva megkerüli a Baróti-hegységet, majd nyugat felé tartva átvág a Persányi-hegységen. Ezután a Fogarasi-medencében továbbra is nyugatnak tart. Itt öt vízerőmű létesült a folyón. Ismét délnek fordulva a nyugatról a Szebeni-havasok és a Lotru-hegység, keletről a Fogarasi-havasok által határolt Vöröstoronyi-szorosnál töri át a Déli-Kárpátokat. Erdélyt és az egész Kárpát-medencét elhagyva az Előkárpátokban fut, majd a Géta-fennsíkon halad át, végül a Román-alföldön folyik végig dél felé. Itt Olténia és Munténia határát alkotja. A havasalföldi szakaszon 16 víztározó és erőmű található. Islaz alatt ömlik a Dunába.

## Települések
Legnagyobb városok a folyó mentén: Csíkszereda, Sepsiszentgyörgy, Fogaras, Râmnicu Vâlcea, Slatina.
A fő települések a forrástól kezdve:
Az erdélyi részeken: Balánbánya, Csíkszentdomokos, Csíkszenttamás, Csíkjenőfalva, Csíkkarcfalva, Csíkdánfalva, Oltfalva, Csíkmadaras, Csíkrákos, Mádéfalva, Csíkcsicsó, Csíkszereda, Zsögöd, Csíkszentkirály, Csíkszentimre, Csíkszentsimon, Csatószeg, Csíkverebes, Tusnádfalu, Tusnádfürdő, Sepsibükszád, Mikóújfalu, Málnásfürdő, Málnás, Oltszem, Bodok (Sepsibodok), Zoltán (Étfalvazoltán), Gidófalva, Sepsiszentgyörgy, Kilyén, Illyefalva, Aldoboly, Kökös, Vámoshíd, Erősd, Árapatak, Hídvég, Földvár (Barcaföldvár), Veresmart (Szászveresmart), Lüget, Szászmagyarós, Apáca, Nagyajta, Bölön, Ürmös, Miklósvár, Köpec, Ágostonfalva, Alsórákos, Datk, Oltbogát, Olthévíz, Ugra/Oltugra, Királyhalma, Alsókomána, Alsóvenice, Sárkány, Halmágy, Sona, Fogaras, Galac, Betlen, Didriff, Vojla, Alsószombatfalva, Rukkór, Alsóvist, Oltföldvár, Alsóucsa, Alsóárpás, Kerc, Porumbák, Felek, Oltszakadát, Nagytalmács, Porcsesd, Latorvár, Vöröstorony.
A folyó Csík, Háromszék, Brassó, Nagy-Küküllő, Fogaras és Szeben vármegyék területén haladt keresztül.

## Legenda
A Balánbánya fölött élő Tarkő nevű tündérnek volt két szép lánya, az egyiket Marosnak a másikat Oltnak hívták. A két lány örökösen vitatkozott, ezzel is növelve édesanyjuk bánatát. Tarkő férje után epekedett, akit a tündérkirály a Fekete-tenger partjához űzött. A két lány egyszer felajánlotta édesanyjuknak, hogy megkeresik édesapjukat. A tündér folyóvá változtatta őket, s szigorúan meghagyta nekik, hogy mindig együtt haladjanak. A civakodó testvérek azonban megint nem tudtak megegyezni, és külön utakon indultak el. Maros szép csendesen átfolydogált a mezőkön, réteken, míg a Dunába nem ért. Olt átvágtatott a hegyeken, de mire a Vöröstoronyi-szoroshoz ért, igencsak elfáradt. A végkimerülés határán egyszer csak meghallotta testvére, Maros hangját. Boldogan ölelkeztek össze a Duna habjaival. Ahol a Duna beömlik a Fekete-tengerbe, meglátták édesapjukat, de mire megszólították volna, örökre elnyelték őket a tenger hullámai.

## Mellékfolyói
(Ábécésorrendben.)
- Beszterce
- Feketeügy
- Lotru
- Olănești
- Oltețu
- Szeben
- Topolog

## Képek

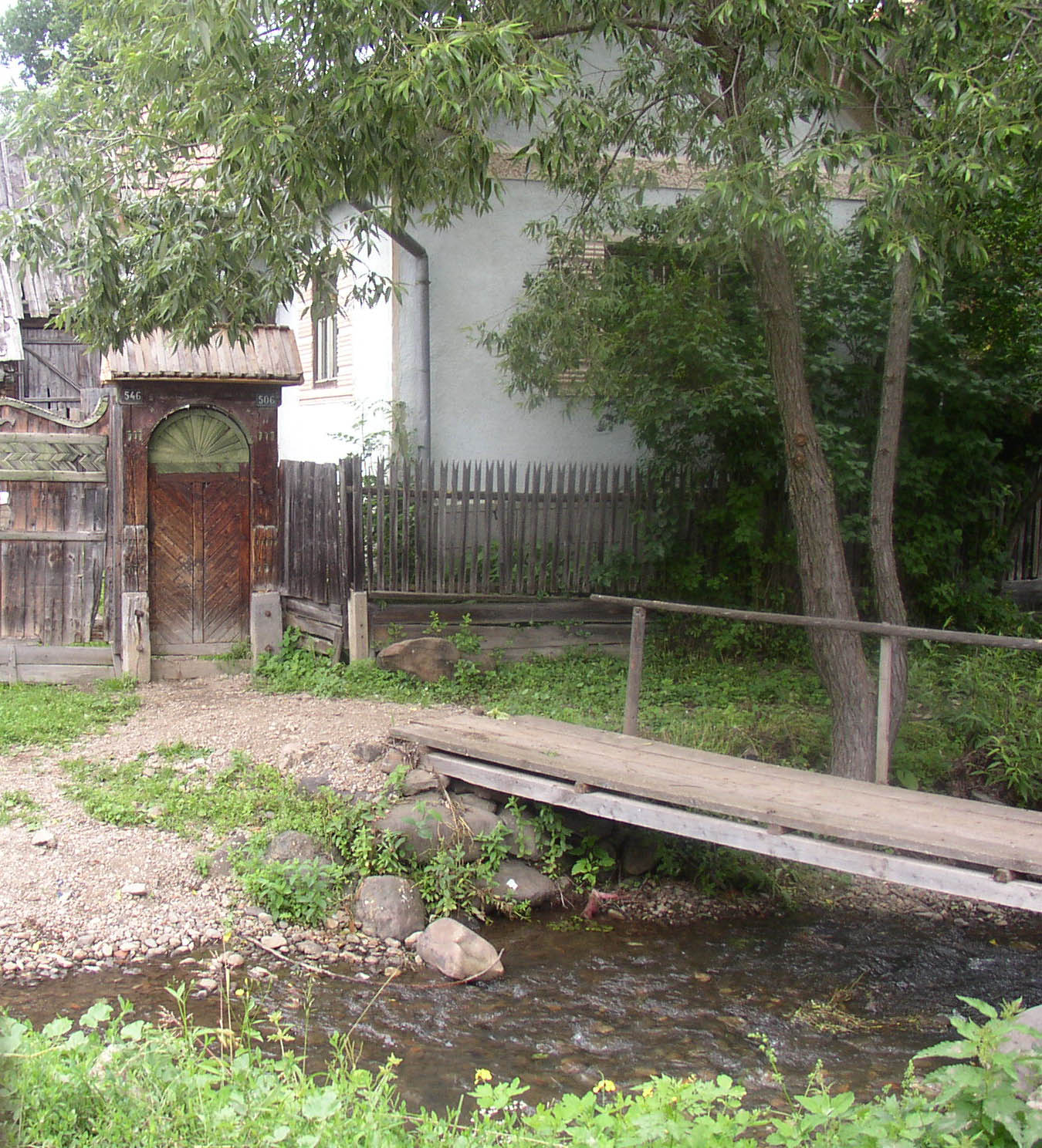
Az Olt Madéfalvánál
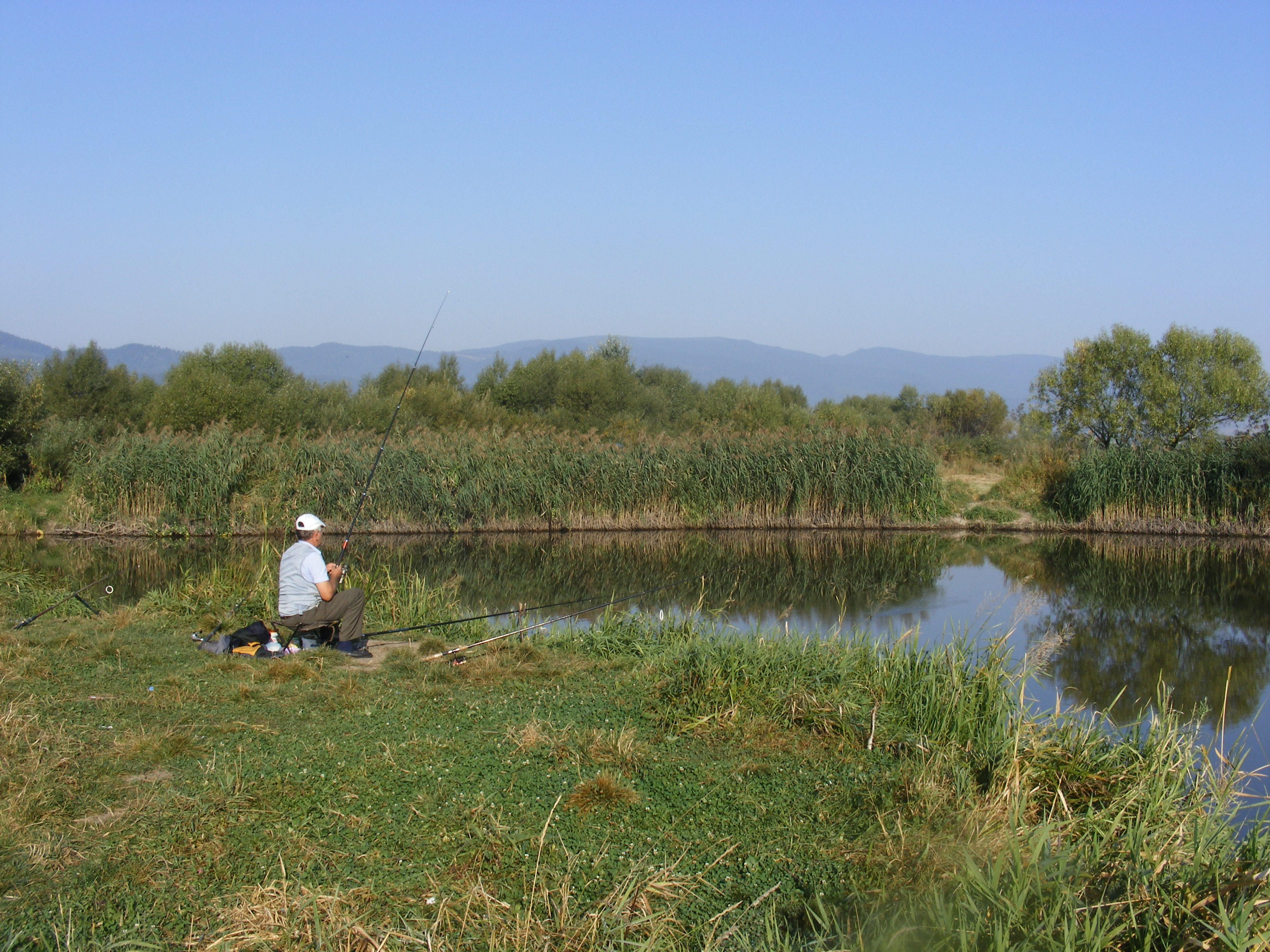
Az Olt Csíkszereda közelében
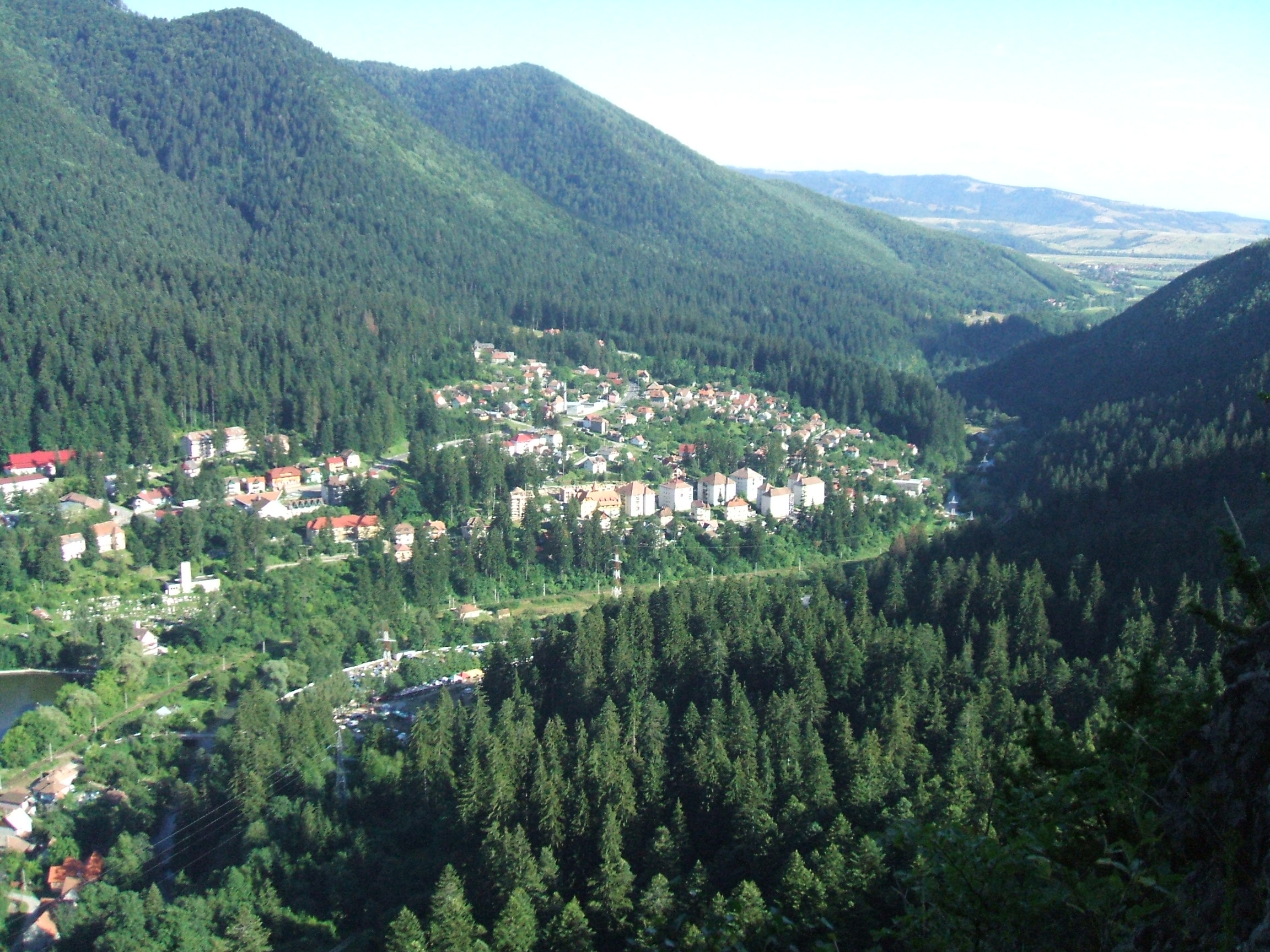
Az Olt völgye Tusnádfürdőnél
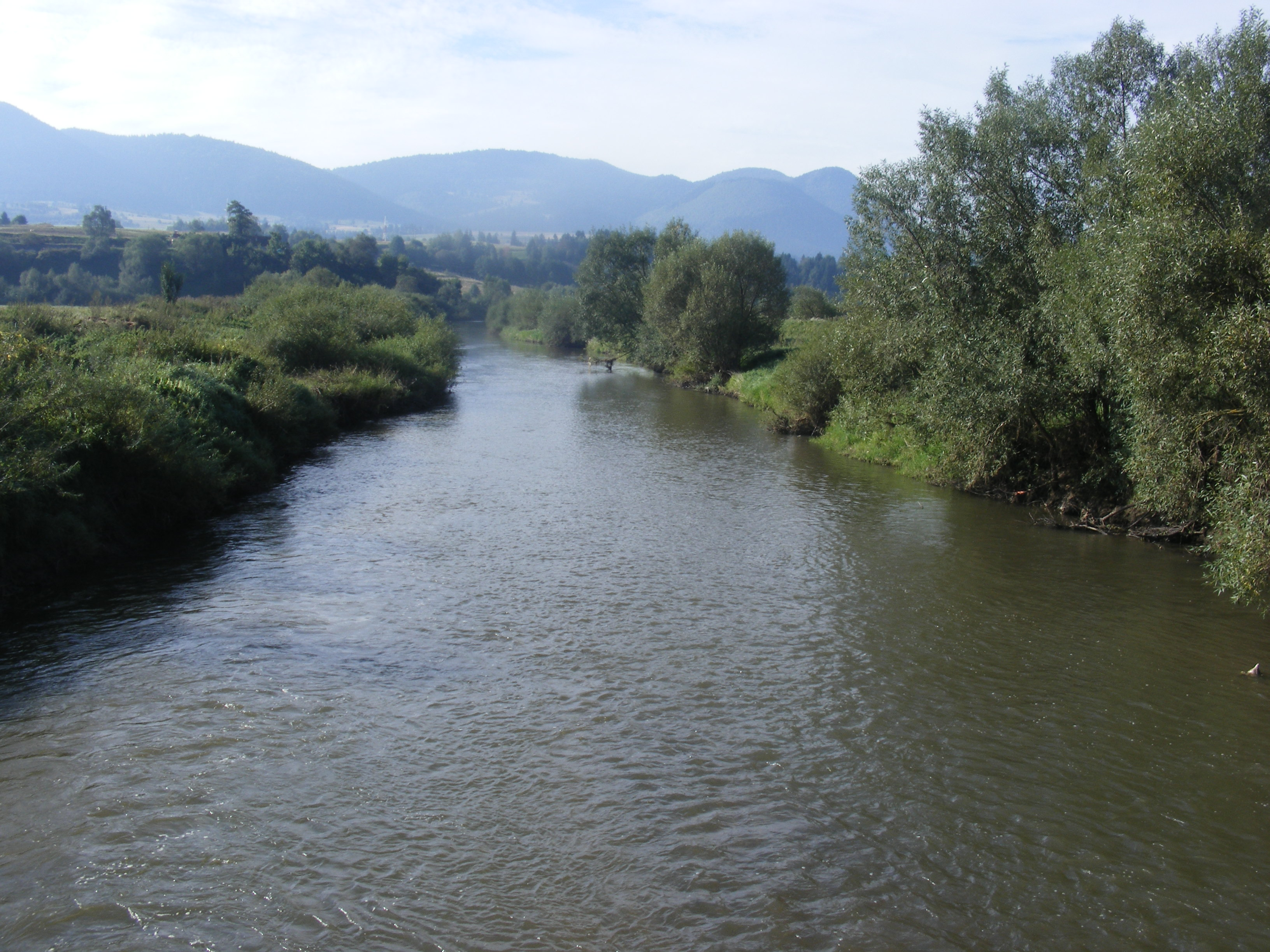
Az Olt Újtusnád mellett
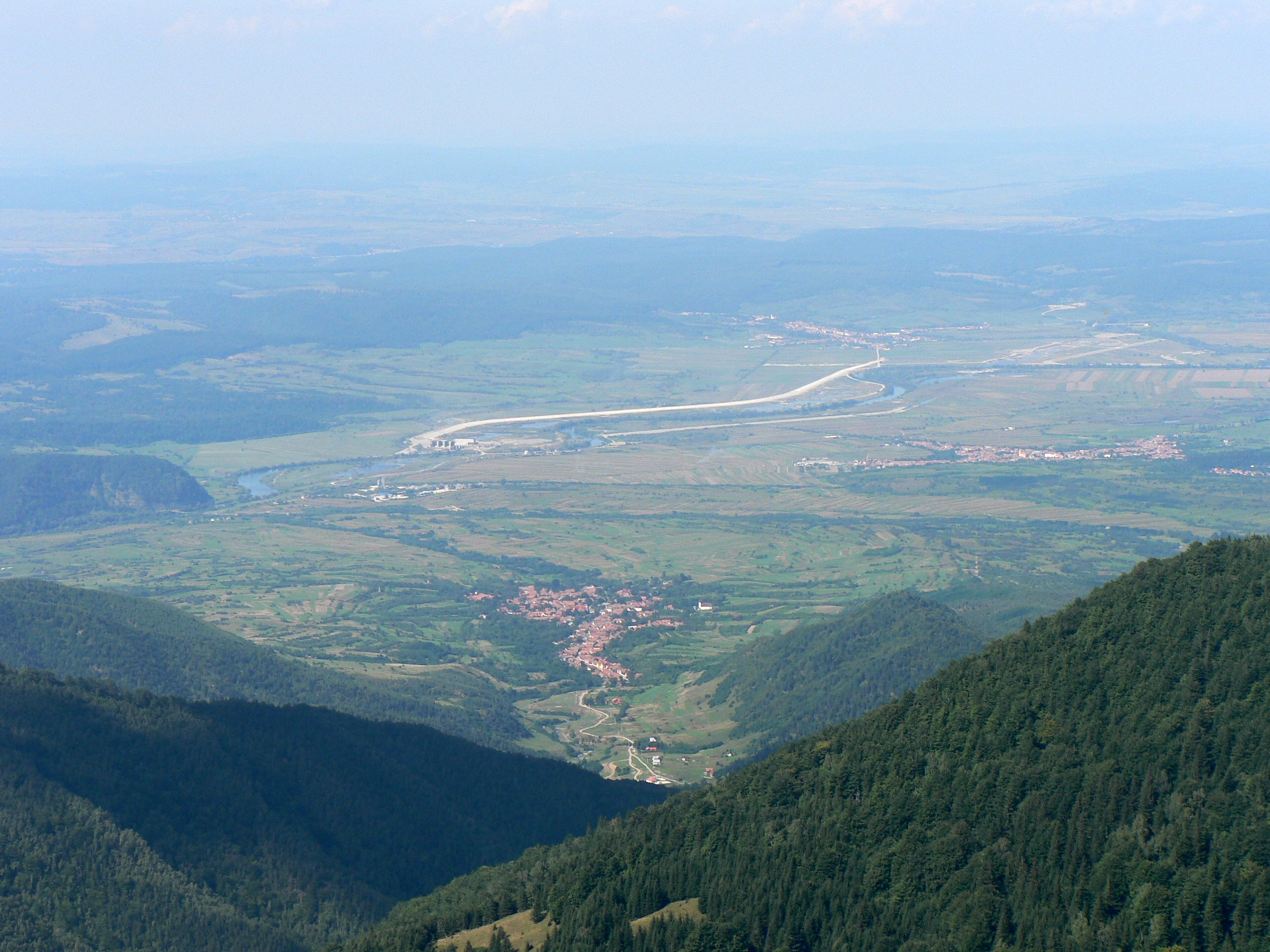
Az Olt völgye Oltalsósebesnél
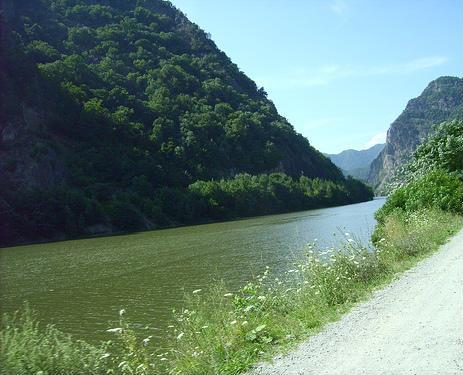
Az Olt a Vöröstoronyi-szorosnál
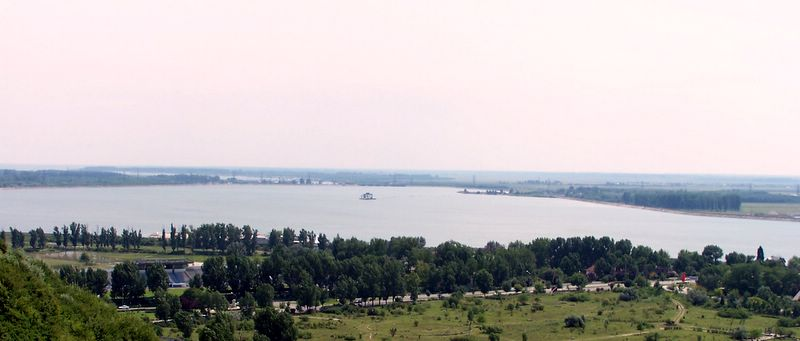
Víztározó Slatina közelében
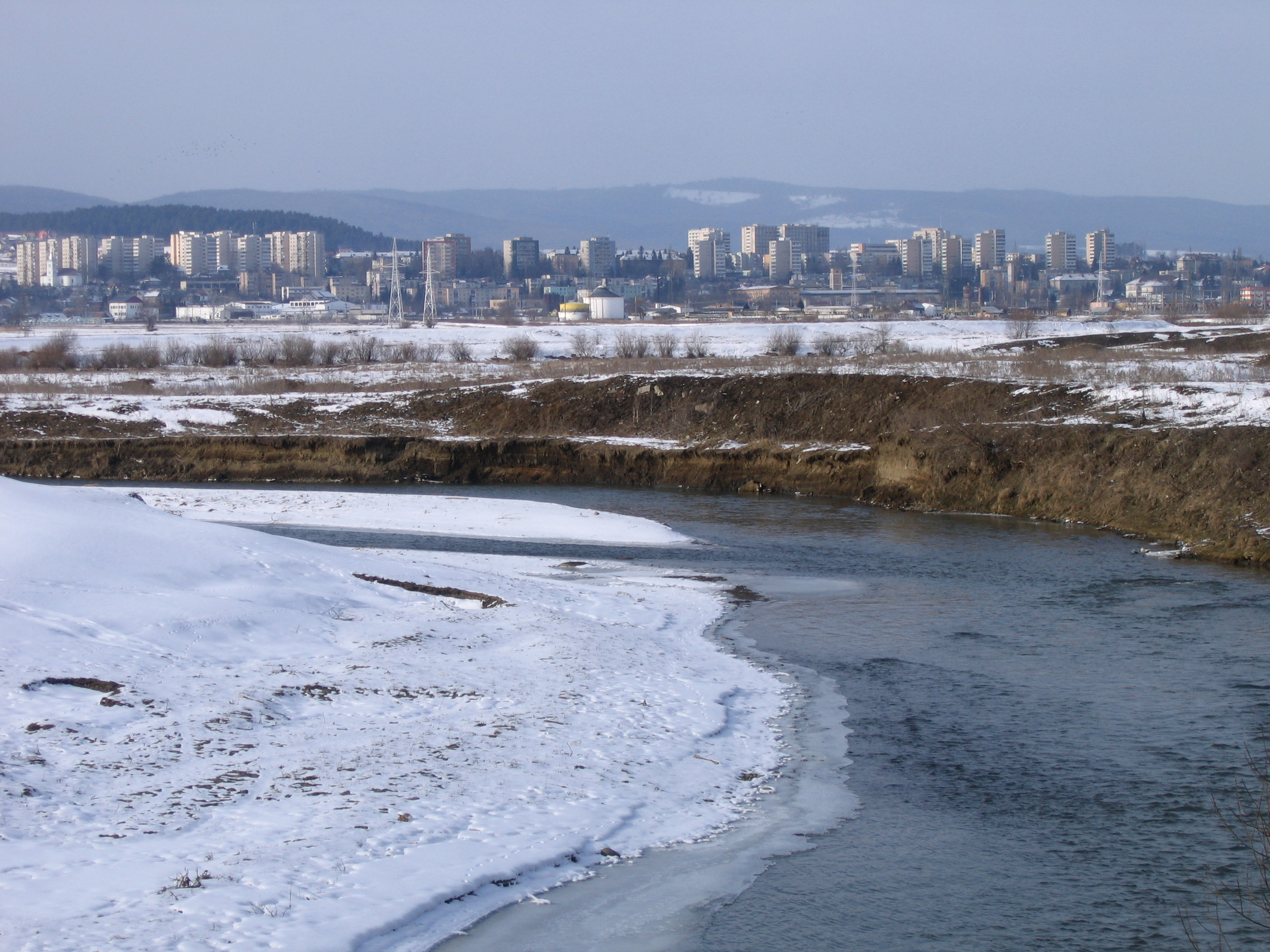
Az Olt Sepsiszentgyörgynél

## Külső hivatkozások
- Rejtekhely.ro - Olt forrás. (Hozzáférés: 2022. augusztus 9.)